# فينو آرفيند
فينو آرفيند هو مخرج وممثل هندي، ولد في 9 نوفمبر 1965.